# Helixanthera parasitica
Helixanthera parasitica là một loài thực vật có hoa trong họ Loranthaceae. Loài này được Lour. mô tả khoa học đầu tiên năm 1790.